# Phragmipedium brasiliense
Phragmipedium brasiliense är en orkidéart som beskrevs av Quené och Olaf Gruss. Phragmipedium brasiliense ingår i släktet Phragmipedium och familjen orkidéer. Inga underarter finns listade i Catalogue of Life.